# Autoportrait (van Dyck, New York)
Pour les articles homonymes, voir Autoportrait (homonymie).
L'Autoportrait du peintre flamand Antoine van Dyck qu'il réalise dans les années 1620 fait partie des collections du Metropolitan Museum of Art.

## Description
L'autoportrait a probablement été peint par Van Dyck au cours de l'hiver 1620-1621, que l'artiste a passé à Londres. Van Dyck a choisi de se représenter lui-même comme un gentilhomme campagnard vêtu de beaux vêtements ; il a probablement acquis ces vêtements parce que son père était un riche drapier.
Le tableau a été offert au Metropolitan Museum of Art par le banquier américain Jules Bache en 1949.